# Laura Noble
Laura Noble, née en 1974, à Manchester, en Angleterre, est une galeriste, artiste, enseignante et écrivaine anglaise, spécialiste en art photographique.

## Éducation
Laura Noble est diplômée des beaux-arts du Tafe Nsw - Hornsby, à Sydney, en Australie. Elle possède aussi un Bachelor of Arts en peinture, obtenu à l'université de Kingston (1996 – 1999),,,.

## Carrière
Laura Noble enseigne au Royaume-Uni et à l'étranger aux étudiants photographes et collectionneurs en tant que professeur à l'université de Kingston depuis 2014, à l'université de Westminster depuis 2010, à la Falmouth University (en) depuis 2011 et au Sotheby's Institute of Art à Londres depuis 2013. Elle a donné des séminaires sur la collecte de photographies pour le musée national de Varsovie (2015), le Foam (Amsterdam) (2013), la Glasgow Art Fair (2008) et la Fundacio Foto Colectania de Barcelone, les Rencontres d'Arles (2009-2013). Noble a également été membre du comité de sélection pour le Cork Street Open (2011), les AOP Awards (2013), le London Photo Festival (2014) et a été sélectionné comme seul juré pour le 8th Julia Margaret Cameron Award (2015). Noble a été nommée pour le prix de Kyoto (2017) et seul juge du concours NYC4PA - New York Center for Photography (2019). Elle a agi en tant que nominatrice pour le Prix Pictet depuis 2015,.